# Ак-Босого (Ошская область)
Ак-Босого (кирг. Ак-Босого) — село в Алайском районе Ошской области Кыргызстана. Входит в состав Уч-Дебенского айылного аймака.

## География
Село расположено в южной части области, в высокогорной зоне, на правом берегу реки Гульча, на расстоянии приблизительно 56 километров (по прямой) к юго-западу от села Гульча, административного центра района. Абсолютная высота — 2842 метра над уровнем моря.

## Население
Согласно оценочным данным Национального статистического комитета Кыргызской Республики, численность населения села на начало 2023 года составляла 1876 человека.
| год     | 2009 | 2014 | 2015 | 2020 | 2021 | 2023 |
| ------- | ---- | ---- | ---- | ---- | ---- | ---- |
| человек | 1344 | 1476 | 1594 | 1820 | 1841 | 1876 |